# السمينة (جبلة)

تعديل مصدري - تعديل

السمينة محلة تابعة لقرية الصلاحف، التابعة لعزلة جبل رعوين بمديرية جبلة إحدى مديريات محافظة إب في الجمهورية اليمنية، بلغ تعداد سكانها 73 حسب تعداد اليمن لعام 2004.